# Festival Internacional de Cinema de Toronto
El Festival Internacional de Cinema de Toronto (Toronto International Film Festival, TIFF) és un festival de cinema que se celebra anualment a Toronto (Canadà).
El festival comença el dimarts després del Labor Day (primer dilluns de setembre) i dura 10 dies. Se solen presentar entre 300 i 400 pel·lícules en diferents categories, encara que no s'entreguen premis.
Es considera un dels festivals més importants del món i un dels més importants d'Amèrica del Nord. El 1998, la revista Variety va escriure que "el Festival de Toronto és el segon després del de Canes, valorant la presència d'estrelles i la seva activitat econòmica". Interrogat pel National Post el 1999, Roger Ebert va declarar "...Encara que Cannes sigui el més gran, Toronto és el més útil i actiu".
El festival va iniciar-se el 1976 com una retrospectiva dels millors festivals del món. Des de llavors s'ha convertit en un important soci de Hollywood, tant que a vegades se'l considera l'avantsala dels Oscar.
Des de 1994, el director del Festival Internacional de Cinema de Toronto és Piers Handling.

## Pel·lícules guanyadores del Premi del Públic
- 2019: Jojo Rabbit
- 2018: Green Book
- 2017: Three Billboards Outside Ebbing, Missouri
- 2016: La La Land
- 2015: Room
- 2014: The Imitation Game
- 2013: 12 anys d'esclavitud
- 2012: La part positiva de les coses
- 2011: Where Do We Go Now?
- 2010: El discurs del rei
- 2009: Precious
- 2008: Slumdog Millionaire
- 2007: Promeses de l'est
- 2006: Bella
- 2005: Tsotsi
- 2004: Hotel Rwanda
- 2003: Zatoichi
- 2002: Whale Rider
- 2001: Amélie
- 2000: Tigre i drac
- 1999: American Beauty
- 1998: La vida és bella
- 1997: The Hanging Garden
- 1996: Shine
- 1995: Antonia
- 1994: Priest
- 1993: Cafè irlandès (TV)
- 1992: Strictly Ballroom
- 1991: El rei pescador
- 1990: Cyrano de Bergerac
- 1989: Roger & Me
- 1988: Mujeres al borde de un ataque de nervios
- 1987: La princesa promesa
- 1986: Le Déclin de l'empire américain
- 1985: La història oficial
- 1984: Places in the Heart
- 1983: The Big Chill
- 1982: Tempest
- 1981: Carros de foc
- 1980: Bad Timing
- 1979: Best Boy
- 1978: Girlfriends